# Carrizozo, New Mexico
Carrizozo este o localitate, o municipalitate și sediul comitatului Lincoln din statul New Mexico, Statele Unite ale Americii.